# Licia

Ubicación de Licia en el suroeste de Asia Menor, junto con el resto de regiones de la península en la Antigüedad.

Licia (licio 𐊗𐊕𐊐𐊎𐊆𐊖 Trm̃mis, en griego: Λυκία, en latín: Lykia; en turco: Likya) es una antigua región del sudoeste de Asia Menor, en las actuales provincias turcas de Antalya y Muğla.
A lo largo del I milenio a. C. desarrolló una cultura particular, con lengua, escritura y cultos propios, aunque subsiguientemente se desarrolló un marcado proceso de helenización. Fue conquistada sucesivamente por los aqueménidas, Alejandro Magno, los romanos y los turcos, y ocasionalmente formó confederaciones independientes o autónomas.

## Geografía

Aspecto de la región y situación aproximada de algunas de sus principales ciudades, junto con las regiones vecinas.

Licia es una península escarpada y boscosa. Limitaba con Caria al oeste, con Pisidia al noreste y con Panfilia al este. Su núcleo lo constituía el valle del río Janto y los territorios adyacentes, hasta unos 50 km río arriba desde su desembocadura en el Mediterráneo. Fuera del valle, muchas ciudades fueron consideradas según la época como pertenecientes a Licia o a las regiones vecinas. El límite natural con Panfilia se situaba en el monte Bey Daglar. De Caria la separaban los montes Crago y Anticrago; la zona de Cauno, entre Caria y Licia, conformaba una cultura muy influenciada por ambas.
El río Janto nace en las montañas en Araxa y desemboca en Patara. En sus orillas se hallaba Janto, la principal ciudad de Licia, a unos 7 km del mar. Caminos recorrían el valle, y el cruce del río pasaba por Janto, lo que le daba importancia estratégica. A lo largo del valle, las ciudades por lo general ocupaban las pendientes montañosas.

## Historia política

### La Licia temprana
Durante la Edad del Bronce tardía, un pueblo llamado lukka, posiblemente identificable con los licios posteriores, es mencionado en textos hititas, egipcios (los lukki, uno de los Pueblos del mar) y de Ugarit. De todos modos, la localización de los lukka ha dado fruto a mucho debate, y no necesariamente coincidía con Licia. Se ha intentado además identificar ciudades bien conocidas de la Licia clásica (c. 550 a. C. en adelante) con algunas mencionadas por los hititas (c. 1450-1180 a. C.), aunque la arqueología solo ha descubierto en Licia restos datables desde los siglos tempranos del I milenio a. C.
El nombre que daban los licios a su propia tierra era Trm̃misa. La forma griega Lykia (Λυκία) proviene posiblemente del hitita lukka, aunque los griegos conocían la denominación local, atestiguada en Hecateo de Mileto y Heródoto bajo la forma del gentilicio Termiloi. La mitología griega explica el origen del nombre por medio de un héroe epónimo, llamado Lico. Heródoto recoge además tradiciones legendarias, según las cuales los licios habrían sido originarios de la isla de Creta. En la Ilíada, los licios, mandados por Sarpedón y Glauco, son el grupo más importante de los que acuden en ayuda de Troya, a pesar de la gran distancia geográfica.
En los siglos VII y siglo VI a. C.,se establecieron colonos griegos de Rodas en la costa licia (Rodiápolis), iniciando el largo proceso de helenización. Una de las mayores influencias rodias se daría más adelante en la escritura licia, basada en la griega traída por los colonos.
Desde el siglo VII a. C. hasta la conquista aqueménida en el 546 a. C., Lidia fue la potencia hegemónica de Asia Menor, aunque Licia conservó su independencia incluso durante el reinado de Creso (560-546 a. C.), el rey lidio más poderoso. La Licia de la primera mitad del siglo VI a. C. es poco conocida. La escritura licia no existía todavía, las referencias de historiadores griegos (como Heródoto, que escribe cerca del 425 a. C.) son pocas y el material arqueológico solo es relativamente significativo en Janto. Resulta improbable la existencia de una organización política comprendiendo toda Licia en épocas tempranas, si bien el principal centro es claramente Janto. Por el contrario, sí constituía una unidad gentilicia y, del mismo modo, la resistencia licia a la colonización griega y su independencia con respecto a Lidia podrían haber contribuido al desarrollo de una identidad nacional.

### La conquista persa y la Dinastía de Janto

El Imperio persa en el año 490 a. C.

El rey persa Ciro II derrotó a Creso y conquistó Lidia hacia el 545 a. C., regresando a Persia al poco tiempo. La conquista de las demás regiones de Asia Menor fue encomendada al general Harpago, quien en los años siguientes conquistó Jonia y Caria, dirigiendo finalmente su ejército contra Licia. El ejército persa probablemente entró en el país por el noroeste, a través del monte Anticrago en las cercanías de Telmeso. Heródoto (Historias, 1.174-178) cuenta que los jantios fueron derrotados en una batalla por Harpago, tras lo cual regresaron a Janto, donde quemaron los edificios de la acrópolis. Luego de ello tomaron a sus mujeres, hijos y esclavos y salieron a enfrentarse por segunda vez a Harpago, quien los exterminó. Es así que, en la época de Heródoto, los jantios eran advenedizos llegados posteriormente, con excepción de ochenta familias, que formarían la aristocracia de Janto. Se ha especulado que las ochenta familias se habrían salvado por encontrarse pastoreando en las montañas, aunque también se ha señalado que la conformación de la aristocracia de Janto difícilmente pudo haber sido consecuencia de un hecho puntual, sino más bien de un proceso amplio.
Según Heródoto (Historias 3.90), durante el reinado de Darío I Licia fue incluida en la «primera satrapía», junto con Jonia, Eolia, Caria, Magnesia, Milia (a veces considerada parte de Licia) y Panfilia; en tal caso, la capital de la satrapía se situaría en Caria. De todos modos, es igualmente posible que tanto Licia como las regiones vecinas dependieran directamente de la satrapía de Lidia, con capital en Sardes, y que no constituyeran una satrapía propia. Janto fue repoblada, y presumiblemente cumplía la función de centro administrativo local. Los persas se caracterizaban por dejar cierto grado de autonomía en los asuntos internos de los pueblos conquistados. En el caso de Licia, no hay evidencia de guarniciones persas permanentes hasta el siglo IV a. C.; por el contrario, se valían de la colaboración de dinastas locales para garantizar el tributo y el orden interno. De estos dinastas se tiene constancia desde principios del siglo V a. C., aunque posiblemente su particular sistema dinástico ya existía desde antes de la conquista persa.
El primer dinasta de Janto conocido es Kuprlli, el cual, según evidencia su acuñación, mantuvo el poder desde c. 485 hasta c. 440 a. C. y lo extendió incluso hasta Limira, en el área más oriental de Licia. Es posible que la dinastía de Janto estuviera emparentada con el conquistador Hárpago, aunque no hay acuerdo sobre ello.

### La Liga de Delos

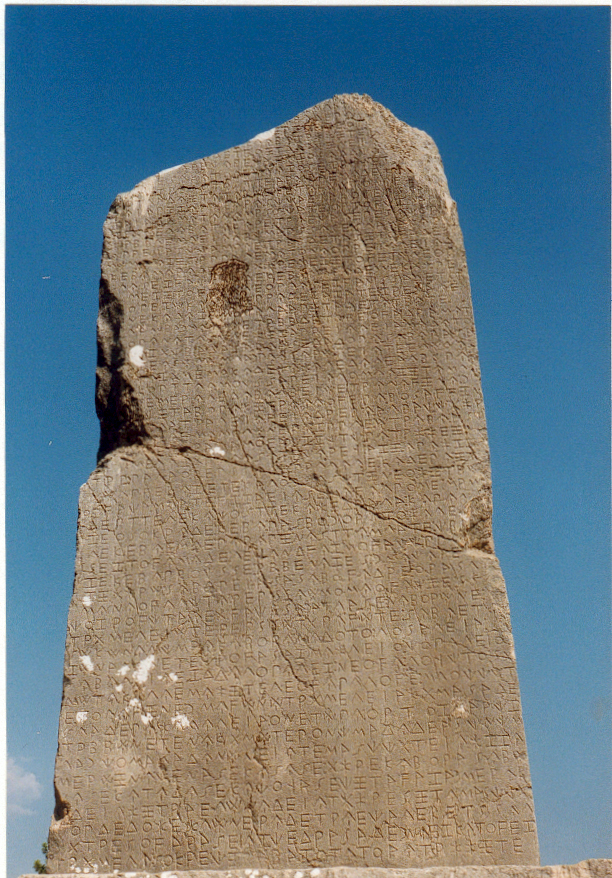
La Estela de Janto, que informa sobre la victoria licia sobre los atenienses.

En cuanto a su relación con Grecia, Licia aparentemente no tomó parte en la Revuelta de Jonia (495 a. C.), y más tarde aportó una flota a la expedición contra Grecia de Jerjes I (480-479 a. C.). Tras las derrotas persas en Grecia, el general ateniense Cimón emprendió una campaña naval que llevaría a la anexión de Licia a la Liga de Delos (junto a otras regiones de la costa de Asia Menor) y a su gran victoria en la batalla del Eurimedonte (c. 460 a. C.) (Diodoro Sículo, Biblioteca histórica XI.60). Es así que Licia figura en una lista de tributos (phoros) de los miembros de la Liga en el 446/445 a. C., siendo obligada a pagar 10 talentos, una cifra relativamente alta. Resulta significativo que Licia, con excepción de Telmeso y Fasélide, sea considerada como una unidad, al contrario de lo que sucedía en el caso de la vecina Caria.
La hegemonía de Atenas sobre Licia duraría poco tiempo, ya que esta última no aparece en la lista de miembros de la Liga en el momento de estallar la guerra del Peloponeso proporcionada por Tucídides. En el 429 a. C., Atenas envió a Caria y Licia una flota para recaudar tributo y derrotar a piratas carios y licios que actuaban en acuerdo con su enemiga Esparta, pero fue derrotada en Licia por una coalición de dinastas locales.

### Últimos dinastas locales y la hegemonía de Caria

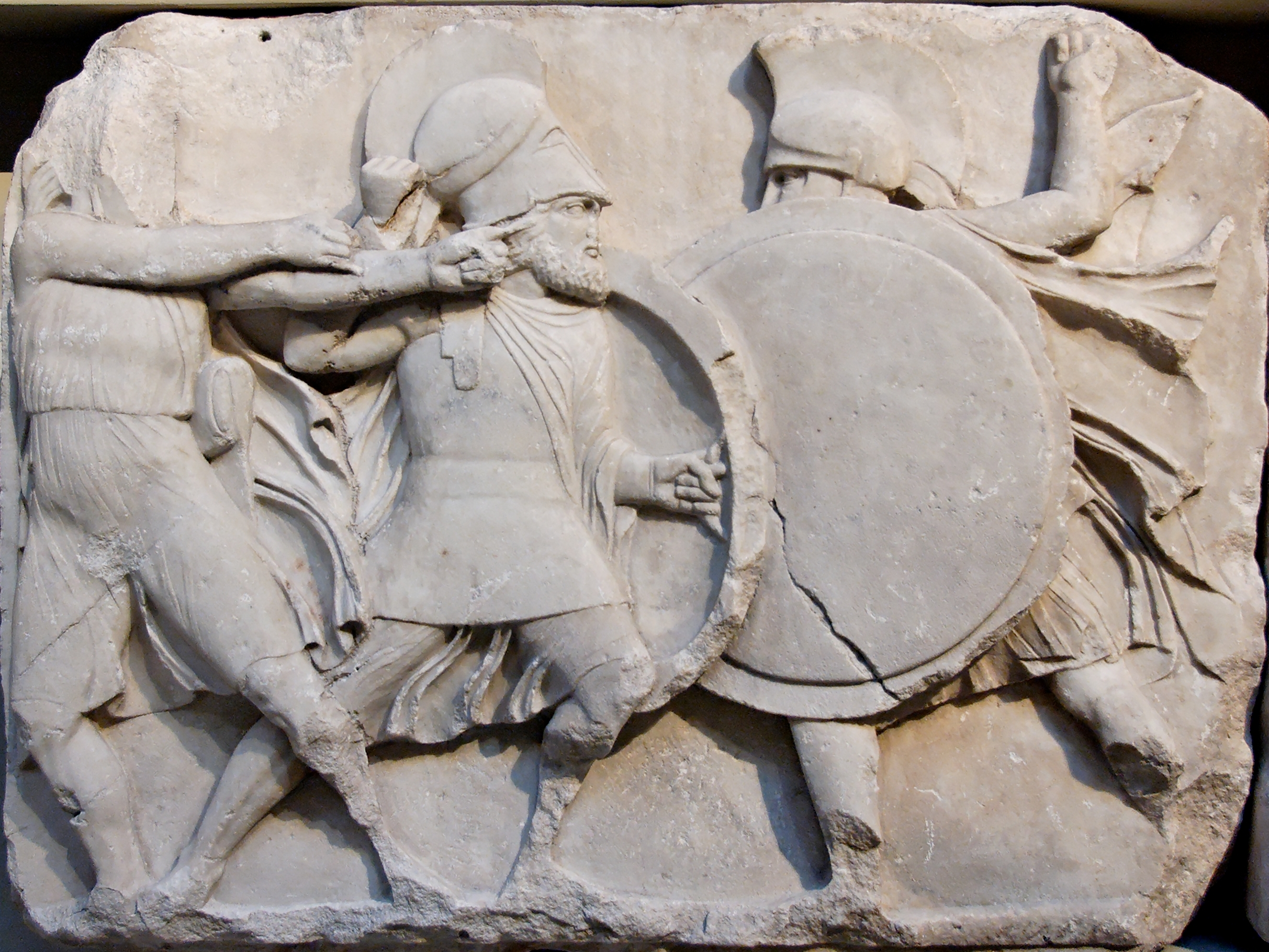
Guerreros luchando. Detalle de un bajorrelieve del Monumento de las Nereidas de Janto (c. 390-380 a. C.), Museo Británico.

La derrota de la Liga de Delos en Licia significó el regreso al ámbito político del Imperio persa, con Janto como centro local, al menos en un primer momento. De este modo, se puede ver a los dinastas de Janto colaborando para reprimir rebeliones durante el reinado de Darío II de Persia, observándose así una marcada tendencia pro persa. Aun así, en la Estela de Janto, erigida para conmemorar la victoria sobre los atenienses, no solo aparecen los dinastas de Janto (Kheriga y Kherei, de la dinastía de Kuprlli), sino que cobran importancia los de otras ciudades. En las décadas siguientes, se viviría en Licia un estado de guerra abierta entre dinastas locales, significando la caída de la dinastía de Kuprlli el desplazamiento de Janto a un segundo plano. Hacia 380, Pericles de Limira rompió con los persas y se impuso militarmente sobre toda Licia, implantando una suerte de «dictadura militar» y llegando a proclamarse rey. Es probable que Pericles haya sido el artífice de la participación licia en la rebelión de los sátrapas occidentales (366-360 a. C.).
Las evidencias numismáticas de Pericles finalizan hacia el 360 a. C. Desde entonces, Licia entró en la esfera de influencia de la Dinastía Hecatómnida de sátrapas de Caria. Mausolo, uno de sus miembros, participó en la rebelión de los sátrapas, pero luego regresó al lado del rey, siendo tal vez premiado con la anexión de Licia a sus dominios. En una estela trilingüe (licio, griego y arameo) hallada en el Letoon (santuario de Leto) de Janto, Pixódaro, denominado «sátrapa de Caria y Licia», interviene en los asuntos religiosos locales.

### El período helenístico

Licia bajo el dominio de los Ptolomeos de Egipto, c. 200 a. C.

Alejandro Magno pasó por Licia en su marcha contra el Imperio aqueménida (333 a. C.). La región fue incluida en una nueva satrapía junto con Panfilia, de la que Nearco fue nombrado sátrapa. Después de la muerte de Alejandro, el Pacto de Triparadiso (320 a. C.) asignó a Antígono I Monóftalmos las provincias de Frigia, Licaonia, Panfilia y Licia. Sin embargo, ese statu quo pronto se quebraría, y tras la derrota de Antígono en la batalla de Ipsos (301 a. C.), Licia formó brevemente parte de las posesiones de Casandro, para que luego se la disputasen, junto con otras regiones de Asia Menor, entre Ptolomeo I de Egipto y Seleuco I Nicátor de Siria.
Desde la Paz de Apamea entre Antíoco III el Grande de Siria y Roma (188 a. C.), Licia estuvo bajo el control de Rodas. No obstante, se creó una Liga Licia en el 168 a. C., tras el fin de la tercera guerra macedonia y con la anuencia de Roma. La formaban alrededor de veintitrés ciudades estado, que gozaban de representación proporcional de acuerdo con el tamaño de cada una en un Sinedrión o asamblea (el número de representantes variaba de uno a tres). También se tiene noticia de la existencia de los cargos de sumo sacerdote y liciarca, que posiblemente desempeñaba un mismo funcionario.

### Liga Licia
La Liga Licia (en griego antiguo: τὸ Λυκιακοῦ σύστημα, lykiakoū sýstema) de ciudades-Estado independientes, fue una unión democrática que se mantuvo fuerte a pesar del terreno montañoso, las invasiones de potencias extranjeras y los intentos de tiranos por hacerse con el poder.

#### Formación
La Liga Licia (Lykiakon systema en la transliteración griega de Estrabón, un "estar juntos") se conoce por primera vez a partir de dos inscripciones de principios del siglo II a. C.,en las que se honra a dos ciudadanos. Bryce plantea la hipótesis de que se formó para convencer a Roma de que rescindiera la anexión de Licia a Rodas. No se sabe con certeza si se formó antes o después de que Licia quedara fuera del control rodio. Según Tito Livio, el cónsul Lucio Cornelio Escipión Asiático puso a Licia bajo control rodio en 190 a. C. Escribió que una embajada licia se quejó de la cruel tiranía de los rodios y que, en comparación, cuando estaban bajo el rey Antíoco III el Grande habían estado en libertad. Era la esclavitud, en lugar de solo la opresión política: «ellos, sus mujeres y sus hijos fueron víctimas de la violencia; sus opresores descargaron su ira sobre sus personas y sus espaldas, su buen nombre fue mancillado y deshonrado, su condición se hizo detestable para que sus tiranos pudieran afirmar abiertamente un derecho legal sobre ellos y reducirlos a la condición de esclavos comprados con dinero. . el senado les dio una carta a ellos y a los rodios en la que se les decía que ...no era del agrado del senado que ni los licios ni ningún otro hombre nacido libre fueran entregados como esclavos a los rodios ni a ningún otro». Bajo la soberanía y protección de Rodas, los licios gozaban de los mismos derechos que los estados amigos bajo la soberanía de Roma.
Polibio escribió que los romanos enviaron enviados a Rodas para decir que «los licios no habían sido entregados a Rodas como un regalo, sino para ser tratados como amigos y aliados». Los rodios afirmaban que el rey Eumenes II de Pérgamo había azuzado a los licios contra ellos.
En el año 169 a. C., durante la tercera guerra macedónica, las relaciones entre Roma y Rodas se tensaron y el senado romano promulgó un decreto por el que se concedía la libertad a los carios y licios. Polibio registró un decreto que "liberaba" a los carios y licios en 168-167 a. C.
Estrabón escribió que había veintitrés ciudades que se reunían que se reunían en el Letoon (en las proximidades de Janto), en asamblea general y participaban en sus votaciones «tras elegir la ciudad que aprobaran». Esta última afirmación no está clara. Las ciudades más grandes tenían tres votos, las medianas dos y el resto uno. Señaló que la Liga no tenía libertad sobre asuntos de guerra y paz: «Antes deliberaban sobre la guerra y la paz, y las alianzas, pero ahora esto no está permitido, ya que estas cosas están bajo el control de los romanos. Solo se hace con su consentimiento, o cuando puede redundar en su propio beneficio». Sin embargo, tenían la libertad de elegir a un liciarca como jefe de la liga y de designar asambleas generales. También señaló que «puesto que vivían bajo un gobierno tan bueno, permanecieron siempre libres bajo los romanos, conservando así sus usos ancestrales [es decir, las leyes y costumbres ancestrales].»

#### Composición
Estrabón escribió que, según una fuente, las seis más grandes eran Janto, Patara, Pinara, Olimpo, Mira y Tlos. Tlos estaba cerca del paso que conduce a Cibira. Los nombres de las otras ciudades han sido identificados por un estudio de las monedas y la mención en otros textos. Las monedas reconocen dos distritos, denominados, a falta de un término mejor, "distritos monetarios": Masicito y Crago ambos con nombres de cadenas montañosas, a la sombra de las cuales, presumiblemente, vivían y realizaban sus negocios las comunidades. Antes de la Liga Licia, las monedas solían llevar el sello LY de Licia, pero después llevaban el sello KP (kr) o MA.
En el año 81 a. C. Lucio Licinio Murena, el comandante romano que luchó en la segunda guerra mitridática (83-81 a .C.) en Anatolia depuso a Moagetes, tirano de la tetrápolis (cuatro ciudades) de la Cibiratis (norte de Licia). Había sido formada por la ciudad de Cibira Megale, (Gran Cibira, en contraposición a Cibira Mikra, Pequeña Cibira, de la costa, no muy lejos de la moderna Fatsa). Se encontraba en la región de Cibiratis, en la actual Región de los Lagos Turcos. Según Estrabón, Cibira tenía dos votos, mientras que las otras tres ciudades tenían uno y la tetrarquía estaba gobernada por un tirano benigno. Cuando Murena puso fin a la tiranía, incluyó las ciudades de Balbura y Bubón en el territorio de los licios.

### Piratas licios
A principios del siglo I a. C., Licia se vio inmersa en el proceso de fortalecimiento de grupos de piratas, junto con lugares como Cilicia y las islas del Egeo. Entre los líderes piratas de Licia, destacó Cenicetes, el cual llegó a proclamarse rey. En el 77 a. C., Publio Servilio Vatia Isáurico derrotó a los piratas de Licia y Panfilia, dando pie a las campañas en Cilicia de Cneo Pompeyo Magno.

### El Imperio romano

Las provincias del Imperio romano. Licia está marcada en rojo.

A pesar de haber estado por siglos bajo la hegemonía romana, Licia fue el último estado helenístico en incorporase formalmente al Imperio. En el año 43, bajo el emperador Claudio, Licia adquirió el estatus de provincia a causa de desórdenes internos y la muerte de algunos ciudadanos romanos, aunque no se sabe si como una entidad aparte (probablemente con capital en Patara) o conjuntamente con Panfilia. En cualquier caso, Licia sí conformaba una unidad cultural y geográfica, y como tal era considerada en los textos.
Los dos puertos principales de Licia, Patara y Mira, fueron escala en los viajes tercero y cuarto de Pablo de Tarso, respectivamente (Hechos 21,1; 27,5).
El Asia Menor del Imperio romano tardío se caracterizó por la proliferación de bandidos (al menos así considerados desde el punto de vista romano), por lo general de origen isaúrico. Alrededor del 278, Lidio el Isaúrico actuó en Licia y Panfilia, pero fue finalmente reducido por las fuerzas romanas.

## Cultura

### Lengua
El licio era una lengua de la rama anatólica de la familia indoeuropea, descendiente del luvita o el hitita, o tal vez de ambos. Se trata de un idioma bastante desconocido, pues solo se conocen 172 inscripciones en licio (sobre todo sepulcrales y halladas en Janto). Han sido identificados dos dialectos: el Licio A estándar, y el Licio B o milio, menos común. Los ejemplos epigráficos más antiguos de escritura licia datan de alrededor del 500 a. C. El alfabeto licio se originó a partir del griego, pero se tiene además constancia de al menos un carácter tomado del cario. La inscripción más larga y completa es la llamada "Estela de Janto" (c. 400 a. C.), la cual posee además un epigrama en griego y una sección en licio B. Otra importante inscripción es la trilingüe del Letoon de Janto, en licio, griego y arameo, erigida por el sátrapa Pixódaro de Caria.
El idioma licio se extinguió hacia el siglo I a. C., siendo reemplazado por el griego, el cual había comenzado a introducirse desde la colonización rodia (c. 700 a. C.). Durante la época de dominación persa también se utilizó el arameo (la lengua administrativa del Imperio), lo mismo que el latín durante el Imperio romano.

### Matrilinaje
Uno de los aspectos más controvertidos de la cultura licia se origina en el pasaje que Heródoto le dedica a la descripción de las costumbres de los licios:

Sus costumbres en parte son cretenses y en parte carias; pero tienen cierto uso muy particular en el que no se parecen al resto de los hombres, y es el de tomar el apellido de las madres y no de los padres; de suerte que si a uno se le pregunta quién es y de qué familia procede, responde repitiendo el nombre de su madre y el sus abuelas maternas. Por la misma razón, si una mujer libre se casa con un esclavo, los hijos son tenidos por libres de nacimiento; y si al contrario un hombre libre, aunque sea de los primeros ciudadanos, toma a una extranjera como esposa o concubina, los hijos que nacen de semejante unión son considerados como infames.

Otros autores posteriores agregan nuevos elementos: que la herencia pasaba a las hijas y no a los hijos (Nicolás de Damasco), que antiguamente las mujeres gobernaban a los licios (Aristóteles) y lo seguían haciendo en la época clásica (Heráclides Póntico) y que la peculiar costumbre se originó en un episodio milotógico protagonizado por el héroe Belerofonte (Plutarco).
El particular papel que las fuentes clásicas dan a las mujeres licias fue uno de los pilares de la teoría del matriarcado postulada por Johann Jakob Bachofen en 1861. Sin embargo, autores más modernos han destacado que el matrilinaje que describe Heródoto no implica necesariamente matriarcado, y que se puede afirmar con certeza que la sociedad licia nunca fue matriarcal. Más aún, las inscripciones licias atestiguan, en contradicción de lo que afirmaba Heródoto, el uso generalizado de patronímicos. Esto ha llevado a algunos investigadores a tomar al pasaje como llanamente ficticio, acaso construido por el historiador griego para poner en evidencia el libertinaje sexual de los licios, quienes no podían estar seguros de quién era su padre. De todos modos, y si bien el uso de patronímicos en las inscripciones es la práctica más usual, hay ciertos casos significativos en los que se utiliza el matronímico. Además, las inscripciones licias tan solo reflejan las prácticas de los individuos mejor situados socialmente (es decir, aquellos capaces de erigir una inscripción), por lo que, se ha postulado, que las pruebas existentes no permiten rechazar definitivamente las afirmaciones de Heródoto.